# Alessandro Pistone
Alessandro Pistone (ur. 27 lipca 1975 w Mediolanie) – były włoski piłkarz, występujący podczas kariery na pozycji obrońcy.

## Kariera klubowa
Karierę piłkarską Alessandro Pistone rozpoczął w piątoligowym klubie Solbiatese Arno Calcio w 1993 roku. W następnym roku przeszedł do występującej w tej samej klasie rozgrywkowej Parmy. W 1987 przeszedł do drugoligowego Udinese Calcio, a po roku do występującego w Serie C2 AC Crevalcore. Przełomem w jego karierze było przejście do pierwszoligowej Vicenzy w 1995 roku. Dobra gra w Vicenzy zaowocowała transferem do czołowej drużyny Włoch – Interu Mediolan w listopadzie 1995 roku.
W Interze Pistone zadebiutował dopiero w rok od przyjścia 29 listopada 1995 w zremisowanym 1-1 meczu z S.S. Lazio w Pucharze Włoch. Przez cały okres gry w Interze Fontolan miał pewne miejsce w składzie Interu. Ostatni raz w barwach Interu zagrał 1 czerwca 1997 roku w meczu ligowym z Bologną. Z Interem dotarł do finału Pucharu UEFA 1997 i trzecie miejsce w Serie A. Ogółem w barwach Interu wystąpił w 60 meczach (45 w lidze, 9 w europejskich pucharach oraz 6 w Pucharze Włoch) i strzelił 1 bramkę w lidze. W 1997 roku przeszedł do angielskiego Newcastle United. W drużynie Srok występował do 2000 roku. Jego bilans w Newcastle to 46 meczów i 1 bramka. Jeszcze jako zawodnik Newcastle podczas sezonu 1998-99 został wypożyczony do ówczesnego beniaminka Serie A – Venezii.
W 2000 przeszedł do Evertonu. W klubie z Liverpoolu występował przez siedem lat. W dwóch ostatnich sezonach z powodu kontuzji występował w Evertonie sporadycznie. Ogółem podczas siedmiu lat wystąpił w barwach The Toffees w 103 meczach i strzelił jedną bramkę. Przed sezonem 2007-2008 próbował swoich sił w Middlesbrough F.C., jednak nie znalazł tam uznania w oczach menedżera Garetha Southgate’a. Ostatecznie w listopadzie 2007 podpisał kontrakt z belgijskim RAEC Mons, gdzie zakończył karierę w 2008 roku.

## Kariera reprezentacyjna
Alessandro Pistone występował reprezentacji Włoch U-21 w latach 1995–1997. W 1996 zdpbył Mistrzostwo Europy U-21. W tym samym roku pojechał na Igrzyska Olimpijskie. Na turnieju w Atlancie wystąpił w dwóch meczach grupowych z: Ghaną i Koreą Południową.